# Кириченко, Ольга Александровна
Кириченко Ольга Александровна (род. 27 января 1976, Кривой Рог, Днепропетровская область) — советская и украинская пловчиха. Заслуженный мастер спорта Украины (1992). Кандидат филологических наук (2005).

## Биография
Родилась 27 января 1976 года в городе Кривой Рог.
Окончила среднюю школу № 94 в Кривом Роге.
С 1993 года живёт в России, занимается тренерской работой, спортивной тележурналистикой.
В 2000 году окончила филологический факультет Волгоградского университета.

## Спортивная карьера
- Бронзовый призёр Летних Олимпийских игр 1992 (Барселона, Испания) в комбинированной эстафете 4×100 м;
- Чемпионка СССР;
- Чемпионка СНГ.

Выступала за спортивное общество «Локомотив» (впоследствии — «Украина», Кривой Рог). Тренер — И. Литвинова.